# Ingå
För verbet att ingå (d.v.s. "att vara en del av"), se ingå på ordboken Wiktionary.
Ingå (finska: Inkoo) är en kommun i landskapet Nyland i Finland. Kommunen har cirka 5 353 invånare och en total areal på 954,02 km². På sommaren växer invånarantalet i kommunen betydligt, då sommargästerna kommer, flera kända finländska personer har sina sommarstugor här.
Centralorten i kommunen är Ingå kyrkby och övriga nämnvärda orter inom kommunen är Degerby, Täkter, Solberg (fi. Päivölä), Fagervik, Barösund och Västankvarn. 
Den egna skärgården i söder är vidsträckt. Genom själva tätorten Ingå flyter Ingå å.
Ingå är en tvåspråkig kommun med svenska som majoritetsspråk (52,5 %) och finska som minoritetsspråk (43,3 %). År 1960 var nästan 90 % av kommunens befolkning svenskspråkiga.

## Historia

### Vikingar och kolonister
Namnet Ingå är enligt ortnamnsexpertisen sannolikt bildat efter mansnamnet Inge, som möjligen var en av de tidiga kolonisterna.
Ingå har haft bosättning sedan stenåldern. Där påträffades 2002 landets förmodligen sydligaste boplats från denna epok, ålder 5 300─5 500 år. Platsen var Älgsjöskatan i Barösunda skärgård.
Ingå nämns första gången i skrift på 1300-talet. Samhället är uppkallat efter Ingå å. Enligt en tolkning av Heimskringla landsteg år 1008 Olof den helige, sedermera kung i Norge, i byn Hirdal (hi:r-) i Ingå. Spår av bosättning från 1100- och 1200-talet påträffades i kommunen under utgrävningar sommaren 1997. Det var Museiverkets byggnadshistoriska avdelning som vid det tillfället påträffade resterna av två så kallade grophus, strax söder om Ingå kyrka. I Sverige förknippas grophusen oftast med vikingatida bosättning.
Från och med 1571 ingick Ingå i Raseborgs grevskap, Finlands första, som innehades av ätten Leijonhufvud. Flera av släktens medlemmar var kända som svåra bondeplågare.
När Raseborgs grevskap indrogs 1681 hade ingåborna inte på länge upplevt något krig, eftersom gränsen mot Ryssland under stormaktstiden pressats så långt österut som till floden Neva. Utskrivningen av krigsfolk till de många krigen på främmande mark var en avsevärd börda, som tärde på bygdens livskraft. År 1710 drabbades Ingå av en pest som flyktingar från Estland haft med sig och till exempel hela befolkningen på Fagerviks bruk sägs ha avlidit.

### 1700–1900-talet
Under det stora nordiska kriget plundrades Ingå av ryssarna när de tågade igenom både på väg till Åbo i slutet av augusti 1713 och på återvägen en vecka senare. Den så kallade stora ofreden som varade ända fram till att ryssarna lämnade landet 1720 bjöd på många andra prövningar, till exempel i form av dryga skatter till ockupationsmakten.
Under svensk-ryska kriget 1788–1790 utkämpades en av de stora och viktiga drabbningarna, slaget vid Älgsjöskatan den 18 september 1789, i Ingå.
Några strider förekom inte i Ingå under finska kriget 1808–1809, som lösryckte Finland från Sverige. De ständiga krigen upphörde när Finland blev en del av det ryska kejsardömet, och landet fick uppleva drygt hundra år av fred och framåtskridande.
I Barösund uppstod redan mot slutet av 1800-talet en tät fritidsbebyggelse med ståtliga villor som kantar de bergiga stränderna. När Kustbanan drogs genom socknen 1903 innebar det en revolution vad kommunikationerna beträffar för ingåborna.
Från en situation under 1700-talet där ägandet till de flesta jordegendomarna låg hos de hushåll som brukade dem tilltog de obesuttnas andel starkt. År 1750 fanns det således 17 torp och ett fisketorp i Ingå och Degerby, medan antalet år 1900 uppgick till 249 torp och 82 fisketorp.

### Finska inbördeskriget
Ingå förskonades från egentliga krigshandlingar under Finska inbördeskriget, men många ingåbor deltog i striderna i grannsocknarna i öster. Efter kriget hade en nyuppsatt vit enhet, Västra Nylands bataljon, sitt högkvarter på Västankvarns folkhögskola. Där arbetade i maj 1918 en vit "krigsrätt". Sammanlagt 66 dödsdomar avkunnades och sattes i verket på Västankvarn mellan den 2 och den 26 maj.

### Spritsmuggling
Förbudslagen som trädde i kraft den 1 juli 1919 innebar att införseln av illegal alkohol ökade lavinartat, särskilt i Finlands sydliga kusttrakter. Spriten avhämtades med mindre båtar från utländska fartyg som låg ute på internationellt vatten. I Ingå gick en livligt frekventerad smugglingsrutt från Svenviken genom skogarna upp till Lojotrakten. Smuggling i stor skala pågick också efter att förbudslagen hade upphävts 1932 ända fram till andra världskrigets utbrott.

### Andra världskriget och Degerby
Ingå berördes i likhet med det övriga Västnyland - Hangö udd undantaget - litet av direkta stridshandlingar under andra världskriget, den egentliga fronten låg ju som så många gånger tidigare långt borta i öster. Under krigen 1939–1945 mötte 80 ingåbor och 27 degerbybor sitt öde på slagfältet.
Degerby kommun existerade 1867–1944. Största delen av Degerby, som 1944 hade en areal på 87,9 km² och 1 424 invånare, kom att ingå i Porkalaområdet som detta år utarrenderades till Sovjetunionen, medan återstoden, 13,4 km², överfördes till Ingå kommun. Sedan Porkala återbördats till Finland anslöts hela Degerby till Ingå år 1957.

### Kolkraftverket
Nära Ingå hamn i Joddböle uppfördes 1970–1978 Ingå kolkraftverk, som användes sista gången 2009 och revs 2017─2020. Kraftverket var Nordens största i sitt slag och ägdes av energibolaget Fortum.

### Administrativ historik
1 januari 2000 tillfördes ett område med 7 invånare från Sjundeå kommun.
En stor debatt inom kommunens ledning var kring år 2010 frågan om en kommunsammanslagning. En minoritet var för en sådan och en majoritet mot. Bakgrunden till diskussionen var förändrade regler för statsbidrag till kommunal verksamhet (regeringens proposition 155/2006 rd). Kommunen har tidigare en gång avstått från att slås samman med Raseborgs stad. Framtiden för Ingå kommuns fortsatta existens som egen kommun är en öppen fråga.

## Geografi

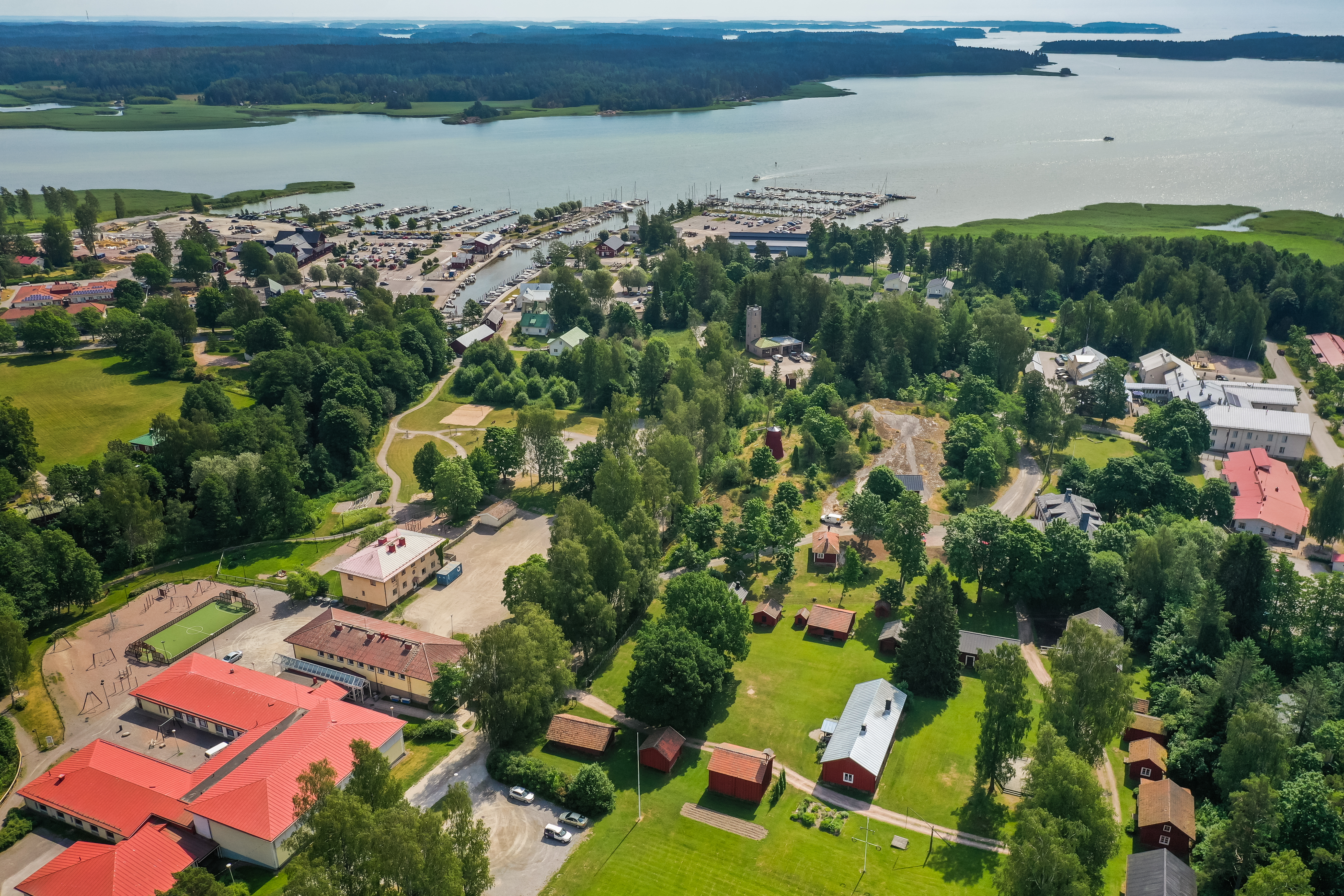
Ingå kyrkby med hembygdsmuseet Gammelgården i förgrunden till höger och längre borta småbåtshamnen vid åmynningen som leder till Kyrkfjärden.

### Gränser
Kommunen gränsar i söder till Finska viken, i väster till Raseborgs stad, i norr till Lojo stad i trakten av Lojoåsen och i öster till Sjundeå kommun samt i sydost på Porkalafjärden till Kyrkslätts kommun.

### Fastlandet
I öster finns bördiga jordbruksområden bland annat på slätterna kring Degerby och i dalgångarna vid Ingarskila å och Ingå å, medan de västra delarna upptas av skog och insjöar.

### Skärgården

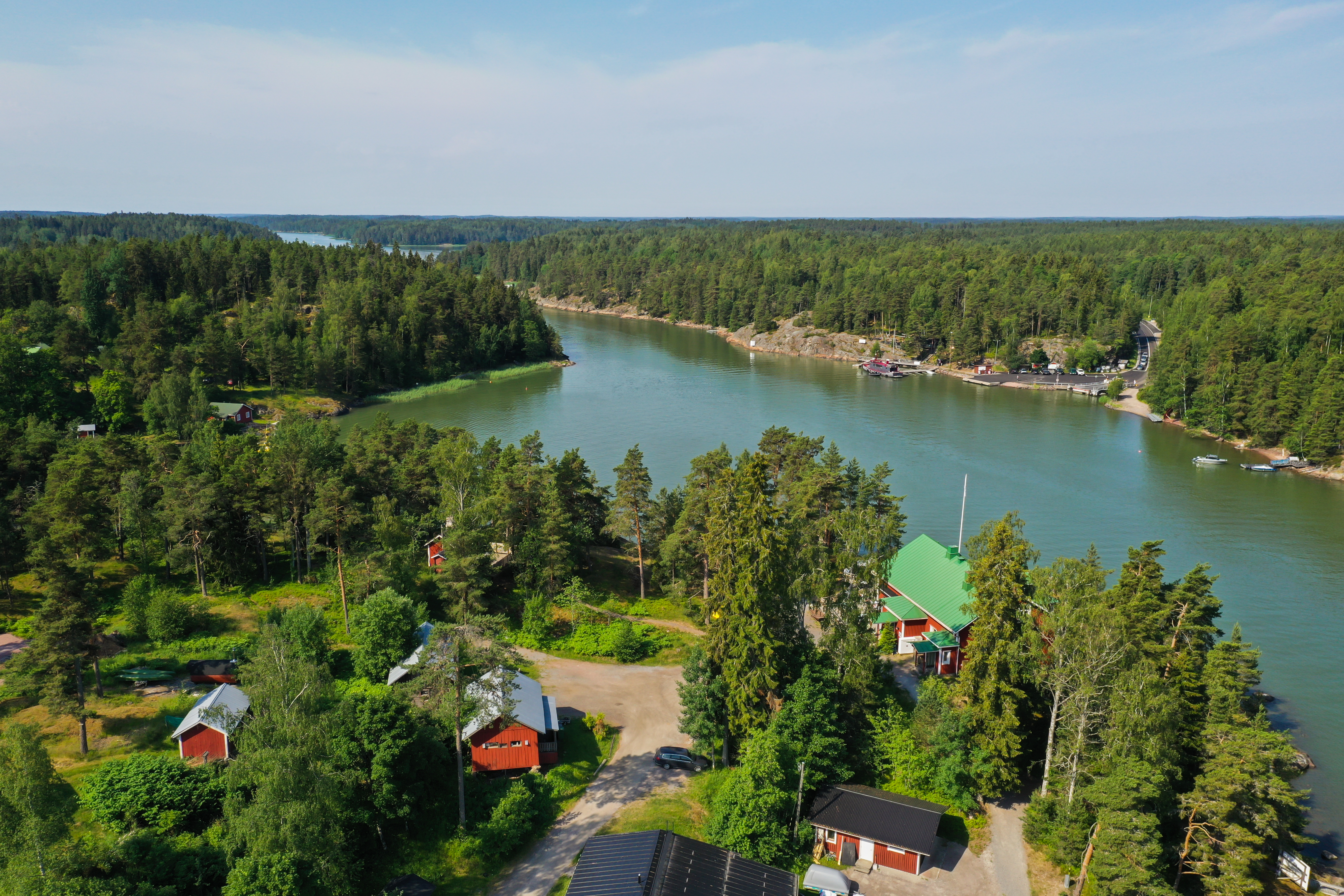
Barösund - en by och ett sund.

Den vidsträckta skärgården med ett tiotal stora öar och hundratals skogklädda holmar och skoglösa skär omfattar bland annat Barösundsarkipelagen (Barösund), känd som en av de naturskönaste i landet. Vid Barösundsfjärden ligger den historiskt intressanta ön Fagerö, längre ut bland annat Bågaskär med sjöräddningens utbildningscenter. Skärgården har tät fritidsbebyggelse.
Inom Ingå finns det över 400 öar, bland annat Barölandet, Bågaskär, Härligö, Hättö, Jakobramsjö, Kälkö, Orslandet, Porsö, Sadeln, Skämmö, Stora Fagerö, Stora Lövö, Svartö, Tiftö, Vormö, Älgsjölandet, halvöarna Degerölandet, Stävö och udden Älgsjöskatan.
Nämnvärda namn inom skärgården är även Barösund och Svenviken.
Vid Fagervikens inlopp finns tre hamnanläggningar, djuphamnen, en statsägd oljehamn och en kommunägd fiskehamn.

### Byar

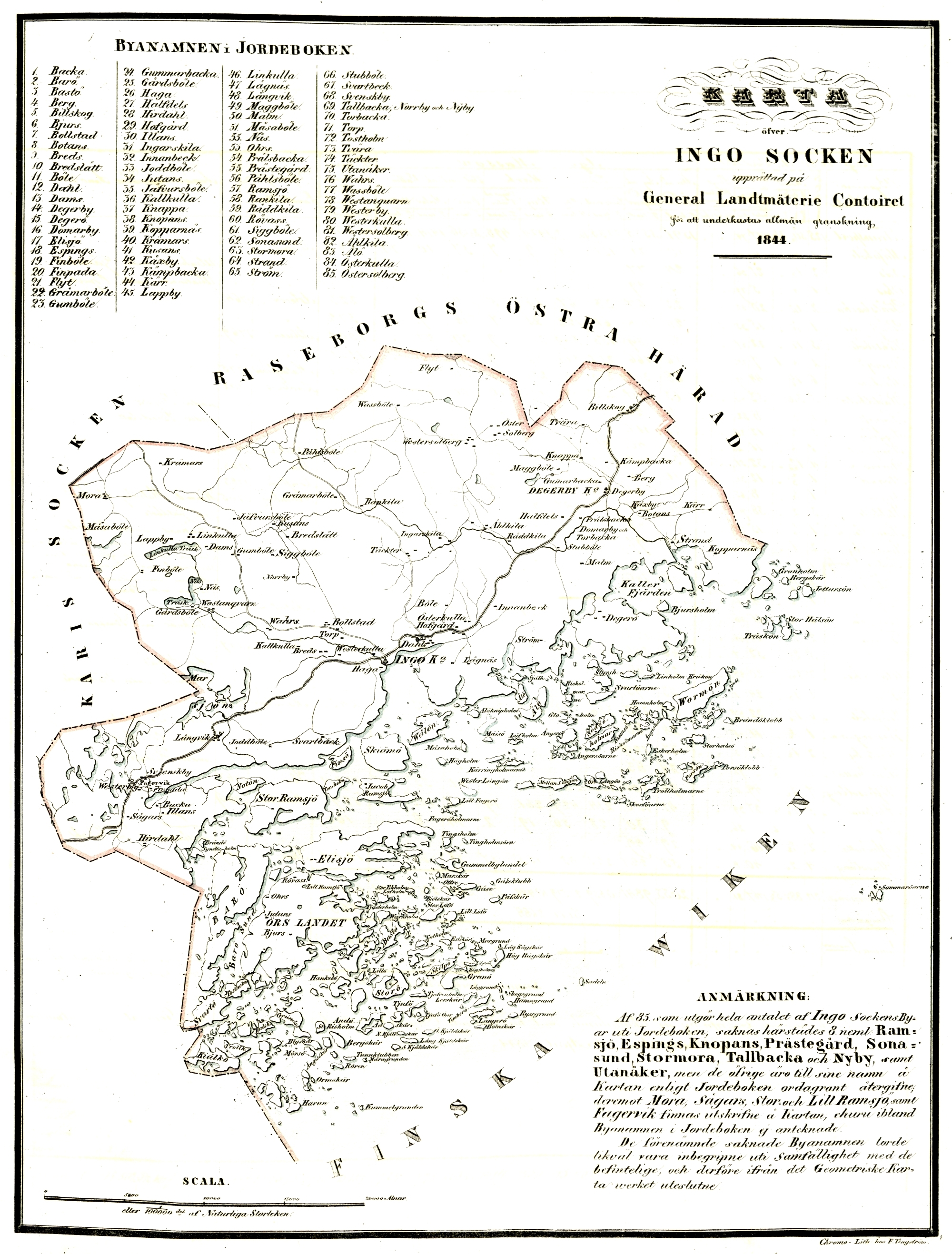
Ingo socken 1844 med byanamn.

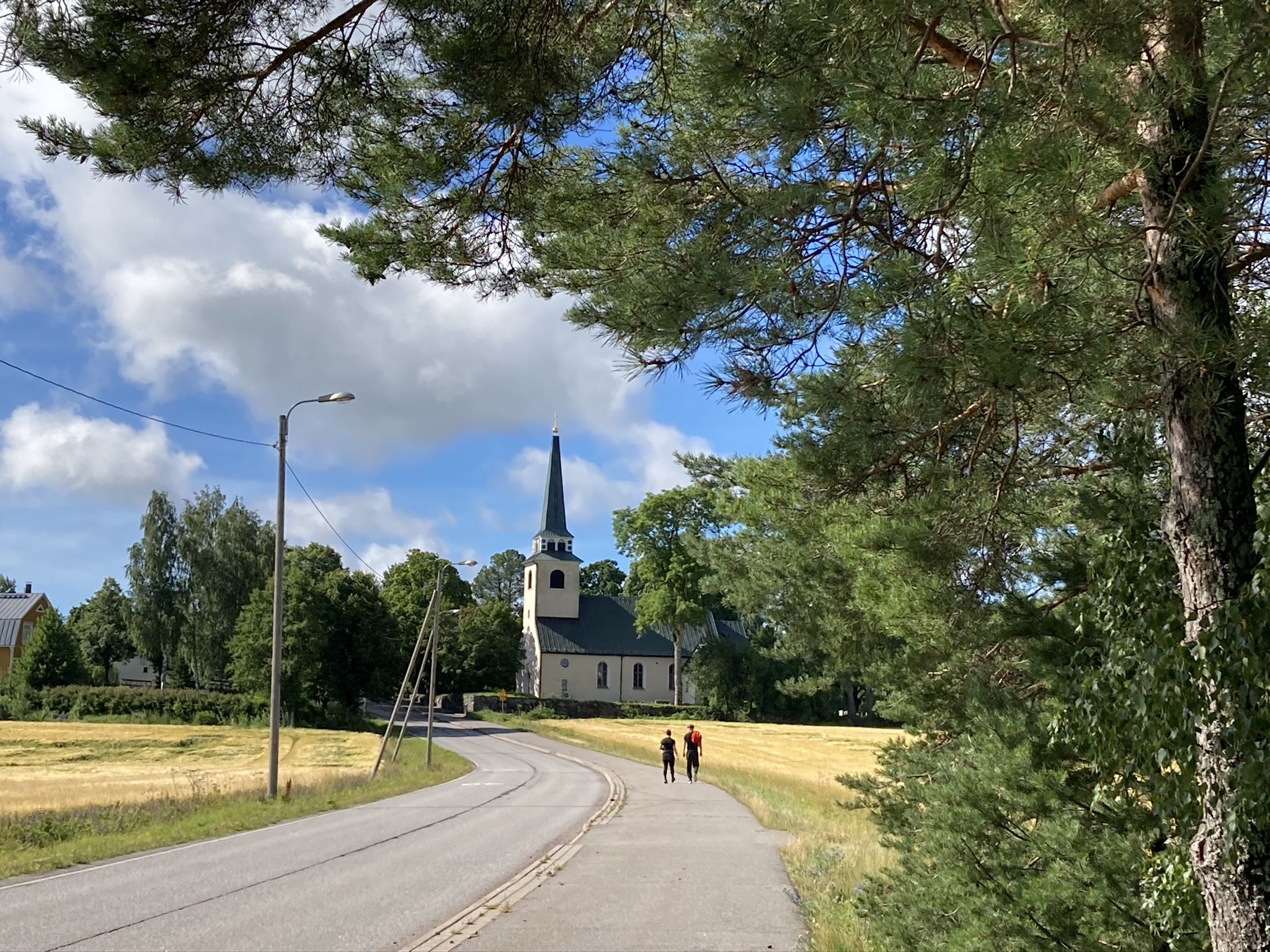
Degerby kyrka i Degerby.

Kommunens centralort är Ingå kyrkbyn (ca 2 700 inv. 2008). Byar, eller kommundelar med egna byaråd är Degerby, Täkter och Barösund.
Av nuvarande eller tidigare byar i Ingå kommun räknas följande till Degerby: Billskog, Bollstad, Botans, Gummarbacka, Halvdels, Knappa, Kocksby, Kopparnäs, Kärr, Maggböle, Prålsbacka, Rådkila, Strand, Stubböle, Torbacka, Tvära, Västersolberg och Östersolberg.
Övriga byar i Ingå är (eller har varit) Backa, Barö, Bastö, Berg, Bjurs, Breds, Bredslätt, Böle, Dams, Dal, Espings, Finnböle, Finnpada, Gråmarböle, Gumböle Gårdsböle, Hovgård, Illans, Ingarskila, Innanbäck, Joddböle, JohannesbergJutans, Kalkulla, Krämars, Kusans, Lillramsjö, Linkulla, Långvik, Lågnäs, Mossaböle, Näs, Ors, Pålsböle, Rankila, Rövass, Sonasund, Ström, Stormora, Storramsjö, Svartbäck, Svenskby, Sågars, Torp, Tostholm, Utanåker, Vars, Västanby, Västankvarn, Ålkila och Älgsjö.

### Järnvägsstationer och -hållplatser
Järnvägshållplatserna och -stationerna i Ingå är alla nedlagda. Bemanningen på Ingå station upphörde 1993 och trafiken upphörde 2016.
- Solberg station (1903–1982) fick 1928 det finska namnet Päivölä. Den klassades 1968 som obemannad hållplats. En ersättande hållplats vid en ny bansträckning togs i bruk 1982 och stängdes 1991. Stationsbyggnaden fungerade som post till 1991.[39]
- Tyris hållplats (1945–1993) togs i bruk under Porkalaparentesen.[39]
- Rödbrott växel (1906–1965).[39]
- Rödbrott hållplats (1945–1991).[39]
- Täkter station (1903–1993) fick 1928 det finska namnet Tähtelä. Stationen upplevde sin storhetstid under Porkalaparentesen då sovjetiska lokomotiv drog tågen mellan Köklax och Täkter. Den klassades 1968 som hållplats och stängdes för persontrafik 1993.[39]
- Myrans tillfälliga hållplats (1963) öppnades i början av 1963 och stängdes i slutet av samma år.[39]
- Ingå station (1903–1993) fick 1928 ett finskt namn.[39] Stationen ligger i byn Vars 4 km västnordväst om Ingå.
- Vesta hållplats (1944–1985) stängdes för persontrafik 1984.[39]

### Övriga ortnamn

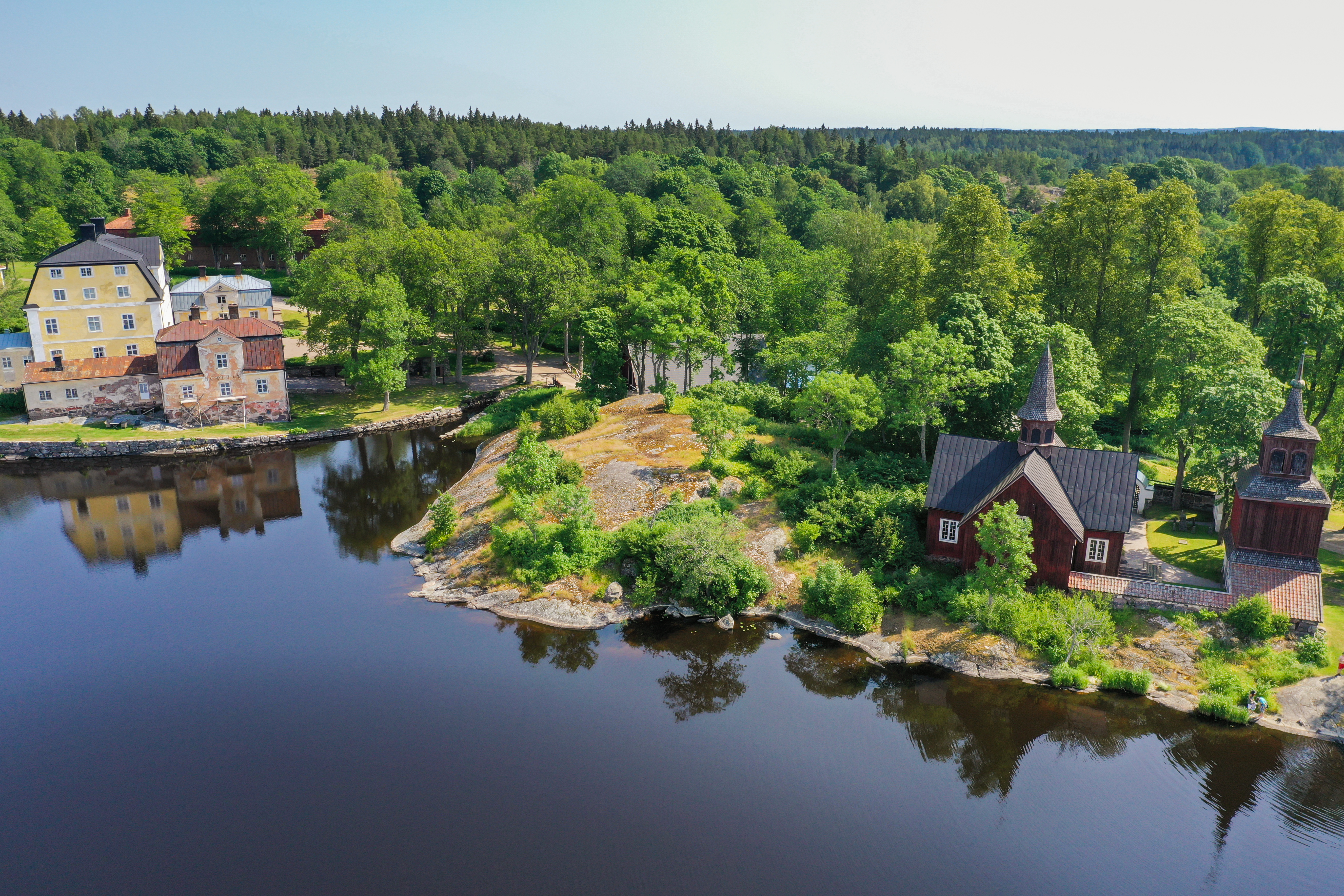
Fagervik gård och kyrka.

Bland egendomar märks Fagervik gård och Västankvarn, där en lantmannaskola arbetade under nästan hela 1900-talet.
Av övriga ortnamn kan nämnas Barkarsundet, Hycklesund, och Kasabergen.

## Politik

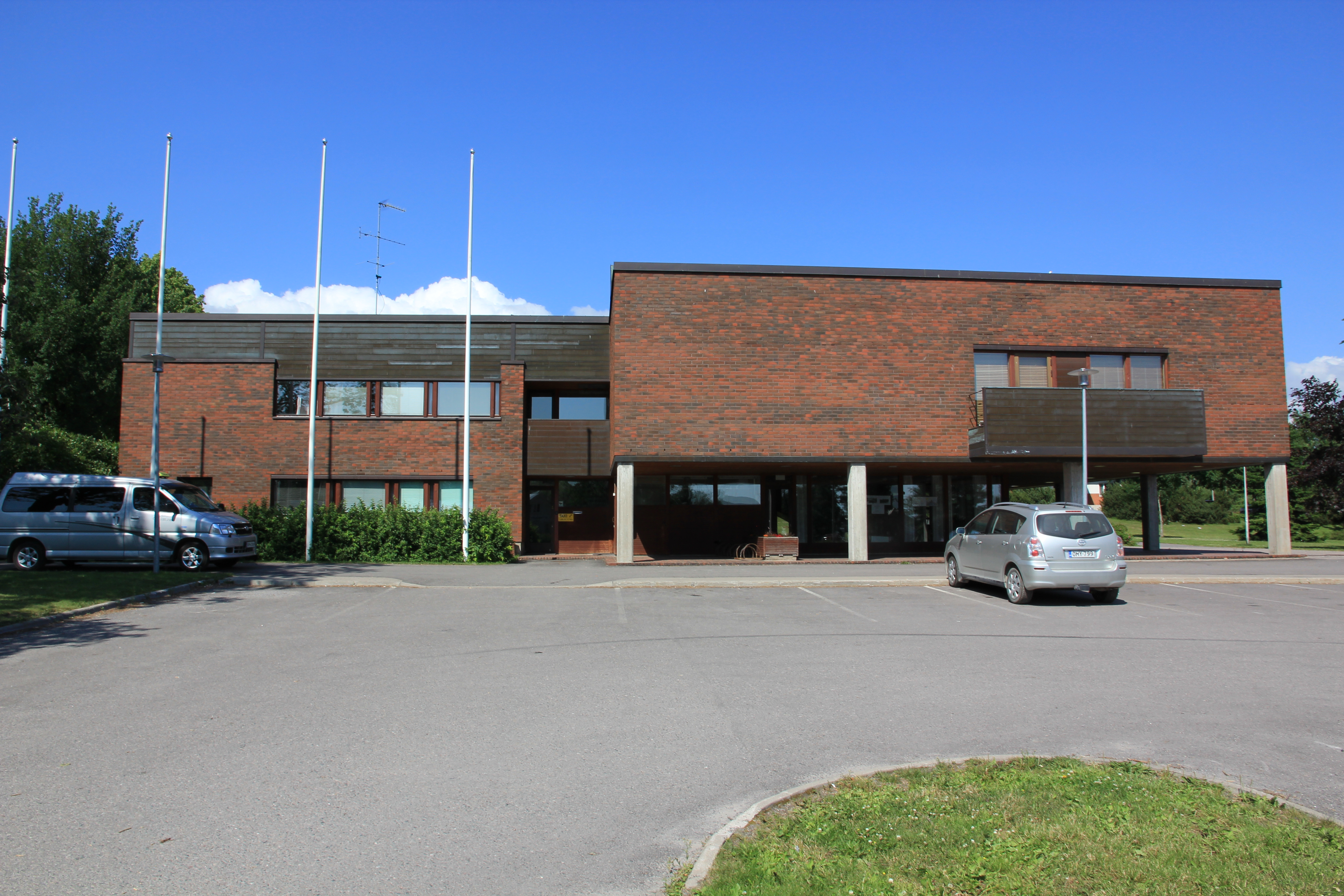
Ingå kommunalhus.

### Mandatfördelning i Ingå kommun, valen 1964–2025
| 6 | 13 |

| 7 | 12 |

| 5 | 1 | 13 |

| 1 | 5 | 1 | 14 |

|  | 7 | 17 | 2 |

| 21 | 6 |

|  | 7 | 17 | 2 |

| 21 | 6 |

| 7 | 18 | 2 |

| 21 | 6 |

| 5 | 3 | 17 | 2 |

| 20 | 7 |

| 5 | 4 | 17 |  |

| 20 | 7 |

| 5 |  | 5 | 15 |  |

| 19 | 8 |

| 4 |  | 5 | 16 |  |

| 16 | 11 |

| 3 |  | 7 | 11 | 5 |

| 16 | 11 |

| 4 |  |  | 14 | 7 |

| 17 | 10 |

| 4 | 3 | 15 | 5 |

| 13 | 14 |

| 3 | 2 |  | 17 | 4 |

| 16 | 11 |

| 2 | 3 |  | 17 | 4 |

| 15 | 12 |

### Vänorter
Ingå har tre vänorter i Norden:
- Fredensborg, Danmark
- Håbo, Sverige
- Nittedal, Norge

## Ekonomi och infrastruktur

### Näringsliv
Ingås största företag med omsättning över 10 miljoner euro per år är:
- Team Electric Oy Ab, elektronik inom sjöfartsindustrin[42]
- NMC Termonova Oy, enda tillverkaren av förnätad skummad polyeten i Norden.[43][44] Grundad 1980, 75 anställda 2004. Ursprungligen en textilfabrik grundad 1958.[23]
- Inkoo Shipping.[45] Granne med hamnen ligger Fortums tidigare importhamn för kol till dess numera nedlagda kolkraftverk. Där ligger den flytande LNG-terminalen FSRU Exemplar ligga från december 2022, hyrd för en tioårsperiod.

Nämnvärda är även Degerö Yachts, och Arifin.

### Handel

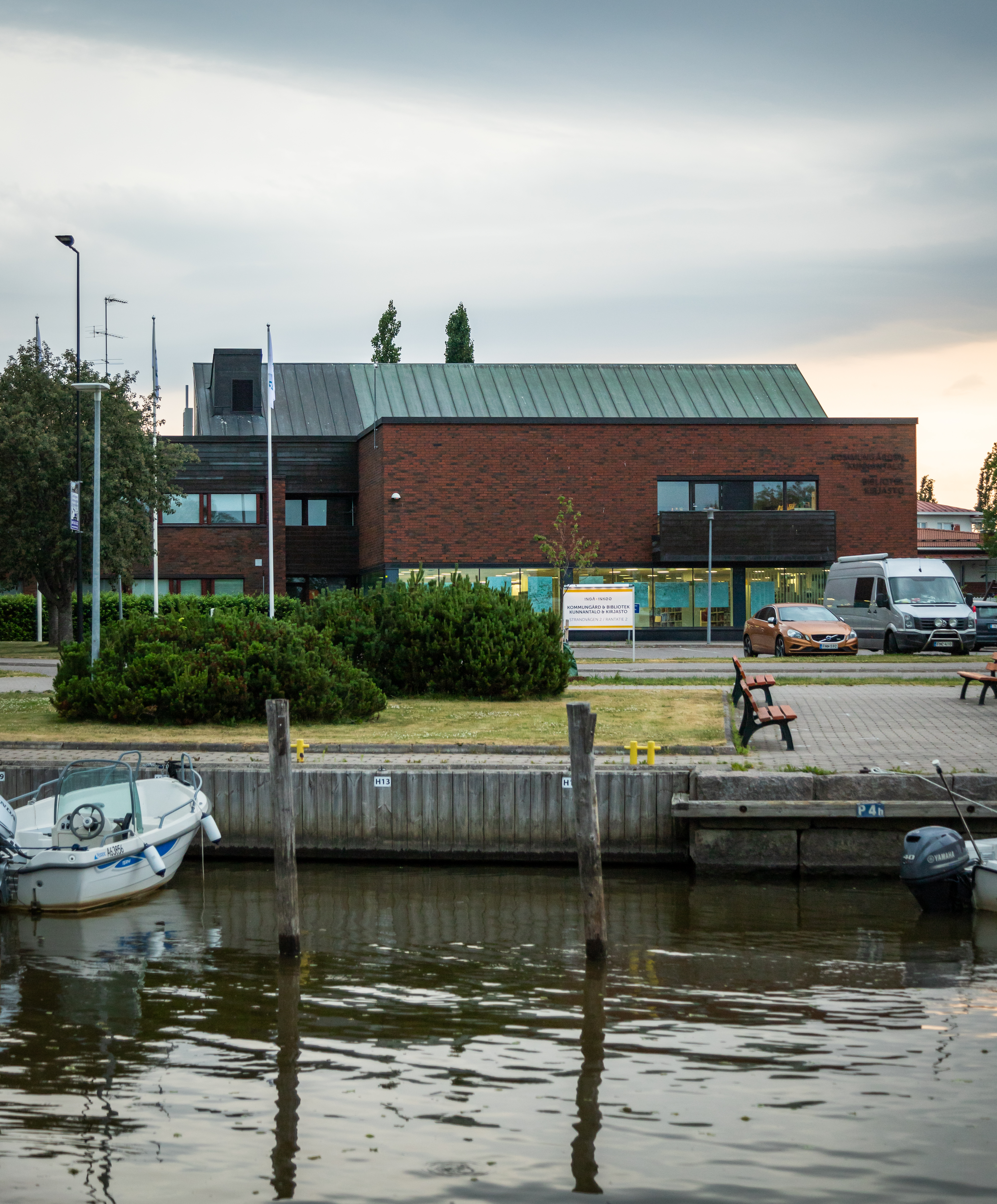
Ingå kommungård och bibliotek vid åmynningen.

I Ingå finns livsmedelsbutiker, ett affärshus (bland annat alkoholbutiken Alko är inhyst i det), en järnhandel, bensinstationer, post, bibliotek (Ingå bibliotek med filialbibliotek i Degerby), apotek, en hälsocentral, åldringshem, caféer och restauranger. Ekenäs sparbank har kontor i Ingå. Den lokala räddningstjänsten är Ingå FBK.
Småbåtshamnarna är: Ingå båthamn, Sonasund, Svenviken och Bergvalla.
Inom kommunen finns en handelshamn (Port of Inkoo), en statsägd oljehamn och tre småbåtshamnar. 

### Infrastruktur

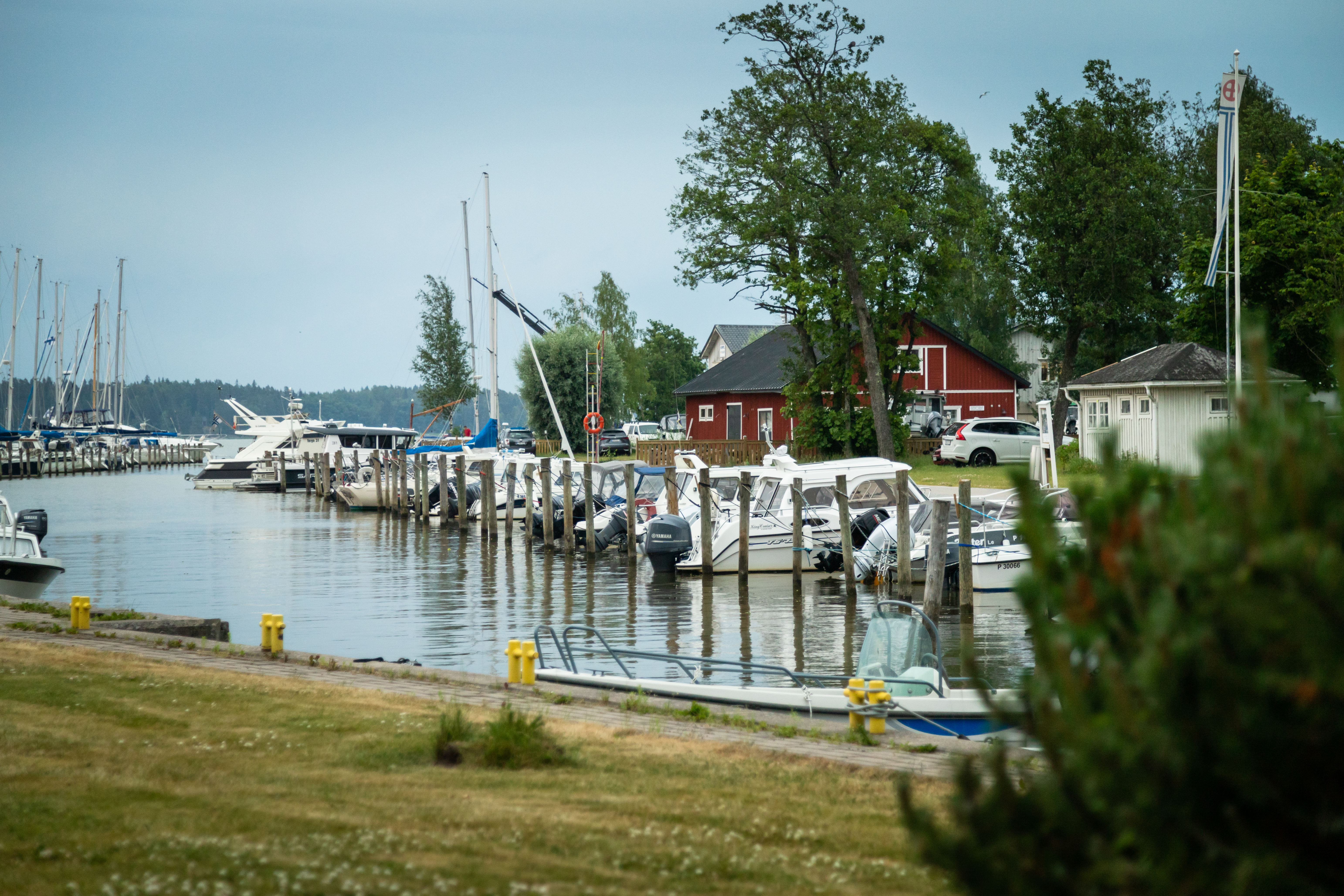
Ingå småbåtshamn i Ingå kyrkby.

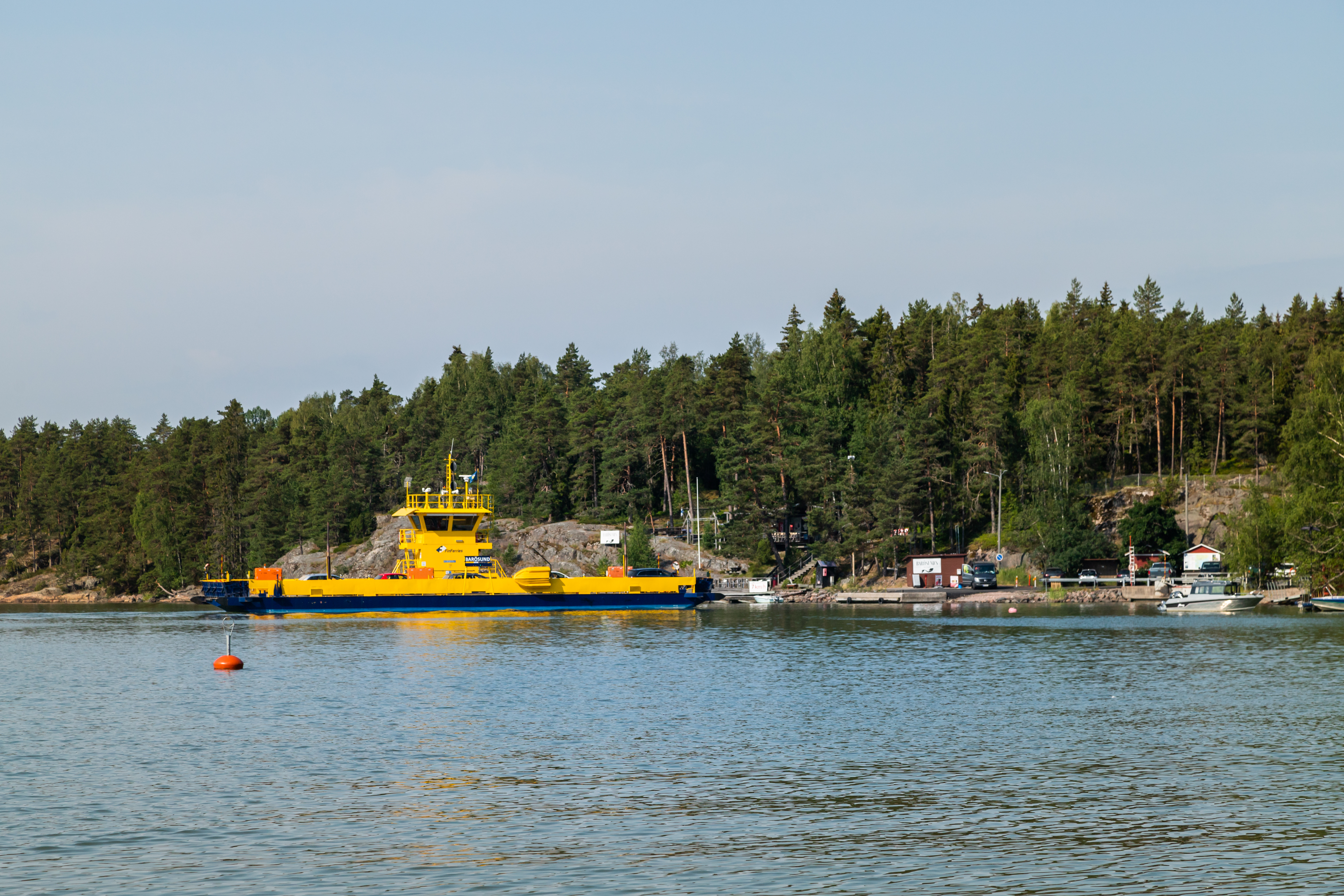
Barösundsfärjan i Barösund.

#### Vägar
- Stamväg 51 går igenom Ingå kommuns område i ost-västlig riktning från Helsingfors till Karis.
- Regionalväg 112 går från Ingå järnvägsstation norrut till Gerknäs i Lojo.
- Regionalväg 186 går från Ingå hamn mot nordväst via Svartå i Raseborg till Salo.
- Riksväg 25 går kort igenom Ingås norra del och har en anslutning till Regionalväg 186

#### Landsvägsfärja och skärgårdstrafik
- Mellan Barölandet och Orslandet går Barösundsfärjan över Barösund.[50]
- Mellan Ingå kyrkby och Barösund pendlade en reguljär taxibåt sommaren 2021.[51]

#### Hamnar
- Gästhamnar för fritidsbåtar finns i bland annat Ingå kyrkby (Ingå gästhamn), Älgsjölandet och Barösund.[52]
- Besökshamnar för fritidsbåtar är bland annat Stora Fagerö, Gölisnäs, Porsö och Stora Halsö.[53][52][54]
- Ingå hamn i Joddböle är en privatägd, kommersiell hamn,[55] som drivs av Inkoo Shipping Oy Ab.[45] Där finns också sedan december 2022 på långtidskontrakt den flytande LNG-terminalen FSRU Exemplar.
- Fiskehamnen, strax öster om Ingå hamn, ägs av Ingå kommun.[56][57]

#### Järnväg
Kustbanan Åbo–Helsingfors löper genom kommunens område i väst-ost riktning. Ingå hade i tiderna järnvägsstation och några järnvägshållplatser (se Järnvägsstationer och -hållplatser ovan), men inga är i bruk 2021.
Ingå stations bemanning upphörde 1993 och stationen upphörde som obemannad regiontrafikshållplats 2016, då Huvudstadsregionens närtrafiks Y-linje förkortades. En station eller hållplats i Ingå finns med i förslagen på nya förbindelser 2024, i anledning av elektrifieringen av Hangöbanan.

#### Utbildning
Ingå kommuns skolväsende upprätthåller tre svenskspråkiga grundskolor med förskola och en finskspråkig: Degerby skola, Kyrkfjärdens skola, Västankvarns skola och Merituulen koulu. Bland övriga skolor inom kommunen som förtjänar att uppmärksammas är en bildkonstskola, Raseborgs  musikinstitut och ett medborgarinstitut (en skolform för vuxna i Finland).

## Befolkning
Ingå kommun har 5 353 invånare. På sommaren växer invånarantalet i kommunen betydligt, då sommargästerna kommer till sina fritidsstugor. Flera kända finländska personer har sina sommarstugor i Ingå. Ingå är en tvåspråkig kommun med svenska som majoritetsspråk (52,5 %) och finska som minoritetsspråk (43,3 %). År 1960 var nästan 90 % av kommunens befolkning svenskspråkiga.

### Befolkningsutveckling
Åren 1880–1970 varierade Ingås invånarantal mellan 3356 och 4250. 1970–2010 växte invånarantalet från 3478 till 5546.
| Befolkningsutvecklingen i Ingå kommun 1880–2020                                                                                       | Befolkningsutvecklingen i Ingå kommun 1880–2020 | Befolkningsutvecklingen i Ingå kommun 1880–2020 | Befolkningsutvecklingen i Ingå kommun 1880–2020 | Befolkningsutvecklingen i Ingå kommun 1880–2020 |
| --- | ----------------------------------------------- | ----------------------------------------------- | ----------------------------------------------- | ----------------------------------------------- |
| |                                                 |                                                 |                                                 |                                                 |
| År |                                                 |                                                 | Folkmängd                                       |                                                 |
| 1880 | 1880                                            |                                                 | 3 356                                           |                                                 |
| 1890 | 1890                                            |                                                 | 3 554                                           |                                                 |
| 1900 | 1900                                            |                                                 | 3 905                                           |                                                 |
| 1910 | 1910                                            |                                                 | 4 093                                           |                                                 |
| 1920 | 1920                                            |                                                 | 3 740                                           |                                                 |
| 1930 | 1930                                            |                                                 | 3 474                                           |                                                 |
| 1940 | 1940                                            |                                                 | 3 744                                           |                                                 |
| 1950 | 1950                                            |                                                 | 4 250                                           |                                                 |
| 1960 | 1960                                            |                                                 | 3 934                                           |                                                 |
| 1970 | 1970                                            |                                                 | 3 478                                           |                                                 |
| 1975 | 1975                                            |                                                 | 3 895                                           |                                                 |
| 1980 | 1980                                            |                                                 | 4 060                                           |                                                 |
| 1985 | 1985                                            |                                                 | 4 368                                           |                                                 |
| 1990 | 1990                                            |                                                 | 4 723                                           |                                                 |
| 1995 | 1995                                            |                                                 | 4 800                                           |                                                 |
| 2000 | 2000                                            |                                                 | 4 873                                           |                                                 |
| 2005 | 2005                                            |                                                 | 5 310                                           |                                                 |
| 2010 | 2010                                            |                                                 | 5 546                                           |                                                 |
| 2015 | 2015                                            |                                                 | 5 541                                           |                                                 |
| 2020 | 2020                                            |                                                 | 5 321                                           |                                                 |
| Anm: För tidsserien 1975–2020 avser uppgifterna förhållandena den 31 december nämnda år enligt områdesindelningen den 1 januari 2022. |                                                 |                                                 |                                                 |                                                 |

### Språk

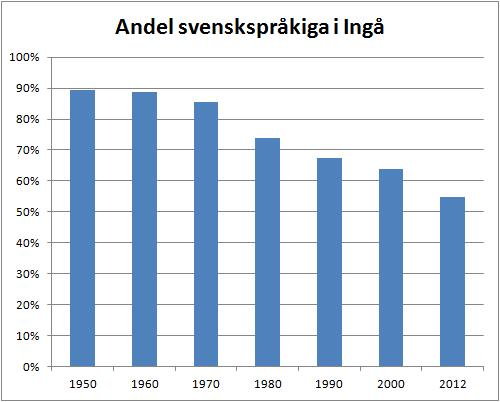
Svenska: Andel svenskspråkiga i Ingå 1950–2012.

Befolkningen efter språk (modersmål) den 31 december 2022. Finska, svenska och samiska räknas som inhemska språk då de har officiell status i landet. Resten av språken räknas som främmande. För språk med färre än 10 talare är siffran dold av Statistikcentralen på grund av sekretesskäl.
| Språk                        | Talare 2022-12-31 | Talare 2022-12-31 |
| Språk                        | Antal             | Andel (%)         |
| ---------------------------- | ----------------- | ----------------- |
| Hela befolkningen            | 5 384             | 100,0             |
| Inhemska språk totalt        | 5 121             | 95,1              |
| Svenska                      | 2 796             | 51,9              |
| Finska                       | 2 325             | 43,2              |
| Främmande språk totalt       | 263               | 4,9               |
| Estniska                     | 64                | 1,2               |
| Engelska                     | 44                | 0,8               |
| Ryska                        | 36                | 0,7               |
| Tyska                        | 16                | 0,3               |
| Tagalog                      | 13                | 0,2               |
| Thailändska                  | 12                | 0,2               |
| Nederländska                 | 10                | 0,2               |
| Språk med färre än 10 talare | 68                | 1,3               |

|  | Finska (43,2 %) |

|  | Svenska (51,9 %) |

|  | Främmande språk (4,9 %) |

|  | Finska (43,2 %) |

|  | Svenska (51,9 %) |

|  | Främmande språk (4,9 %) |

## Kultur
Återkommande evenemang i Ingå:
- Ingådagenordnas traditionellt den sista lördagen i juni.[67]
- Hantverkardagen brukar hållas andra lördagen i juli.
- Potatisdagen brukar ordnas på torget i september.
- Matmarknaden ordnas på hösten.[68]
- Ingå Julmarknad arrangeras årligen på Gammelgården.

### Sevärdheter

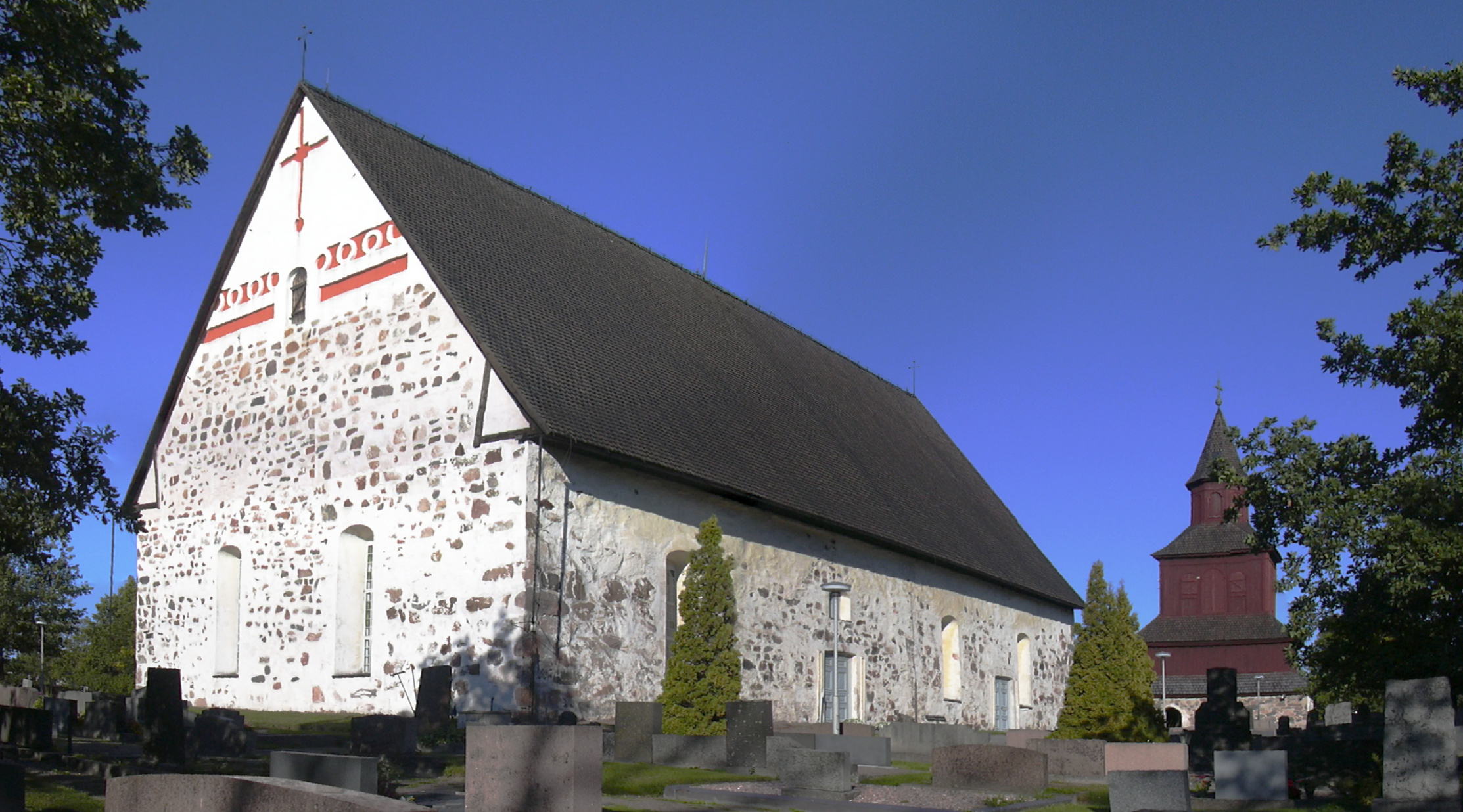
Ingå kyrka med äldsta delar från 1200-talet.

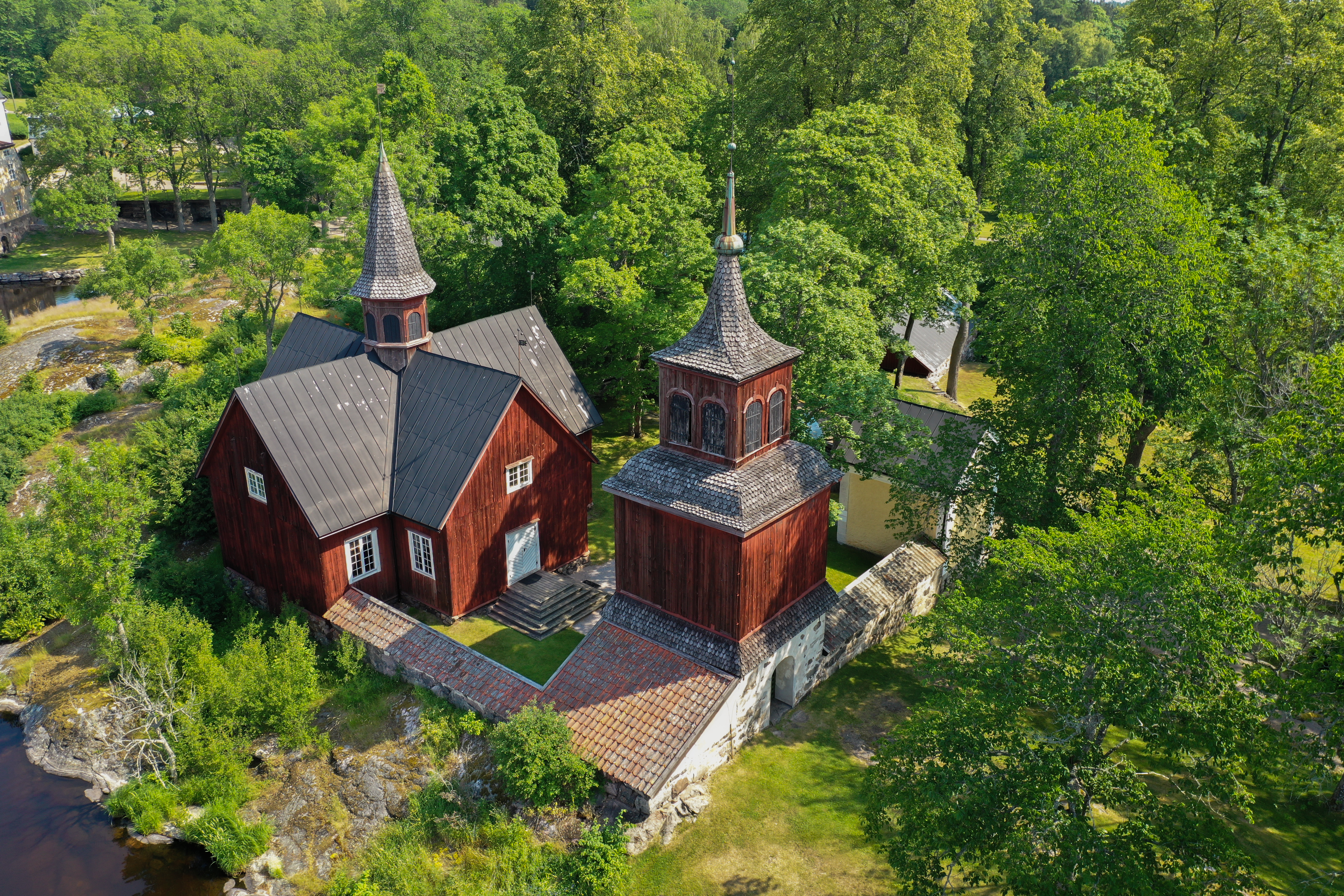
Fagerviks kyrka vid Fagervik gård stod färdig 1737.

#### Kyrkor
- Degerby kyrka i Degerby. Degerby kyrka byggdes 1931–1932 och restaurerades 1977. Kyrkan ersatte den äldre träkyrkan som byggdes 1747–1748. Kyrkan är en långkyrka och klockstapelspiran är i empirestil. Efter andra världskriget hörde kyrkan till Porkala-området som arrenderades till Sovjetunionen fram till år 1956.[69]
- Fagerviks kyka på Fagervik gård uppfördes i trä år 1737. I kyrkan finns Finlands äldsta orgel, byggd 1726, som fortfarande är i användning och som är i ursprungligt skick. Fram till slutet av 1800-talet var Fagervik Bruk en egen församling med en egen brukspredikant.[70]
- Ingå kyrka i Ingå kyrkby. Den medeltida gråstenskyrkan i Ingå har tillägnats sjöfararnas skyddshelgon, Sankt Nikolaus. De äldsta delarna av kyrkan är från 1200-talet. Ungefär 1490–1530 fick kyrkan sin nuvarande skepnad med två skepp och fyra travéer. Bland dyrgriparna i kyrkan kan nämnas krucifixet från 1300-talet och väggmålningarna från slutet av 1400-talet som stilmässigt hänförs till Nykyrkoskolan. Den sällsynta väggmålningen Dödsdansen är från 1500-talet och beskriver svarta dödens (pestens) framfart. Den är unik i sitt slag i Finland. Andra motiv är Fabeln om räven och gässen, Skapelseberättelsen och Syndafloden, Marie död och Feghetens last.[71]
- Taborkyrkan, invid Ingå järnvägsstation. Kyrkan uppfördes 1925 och tillhör metodistförsamlingen.[72]

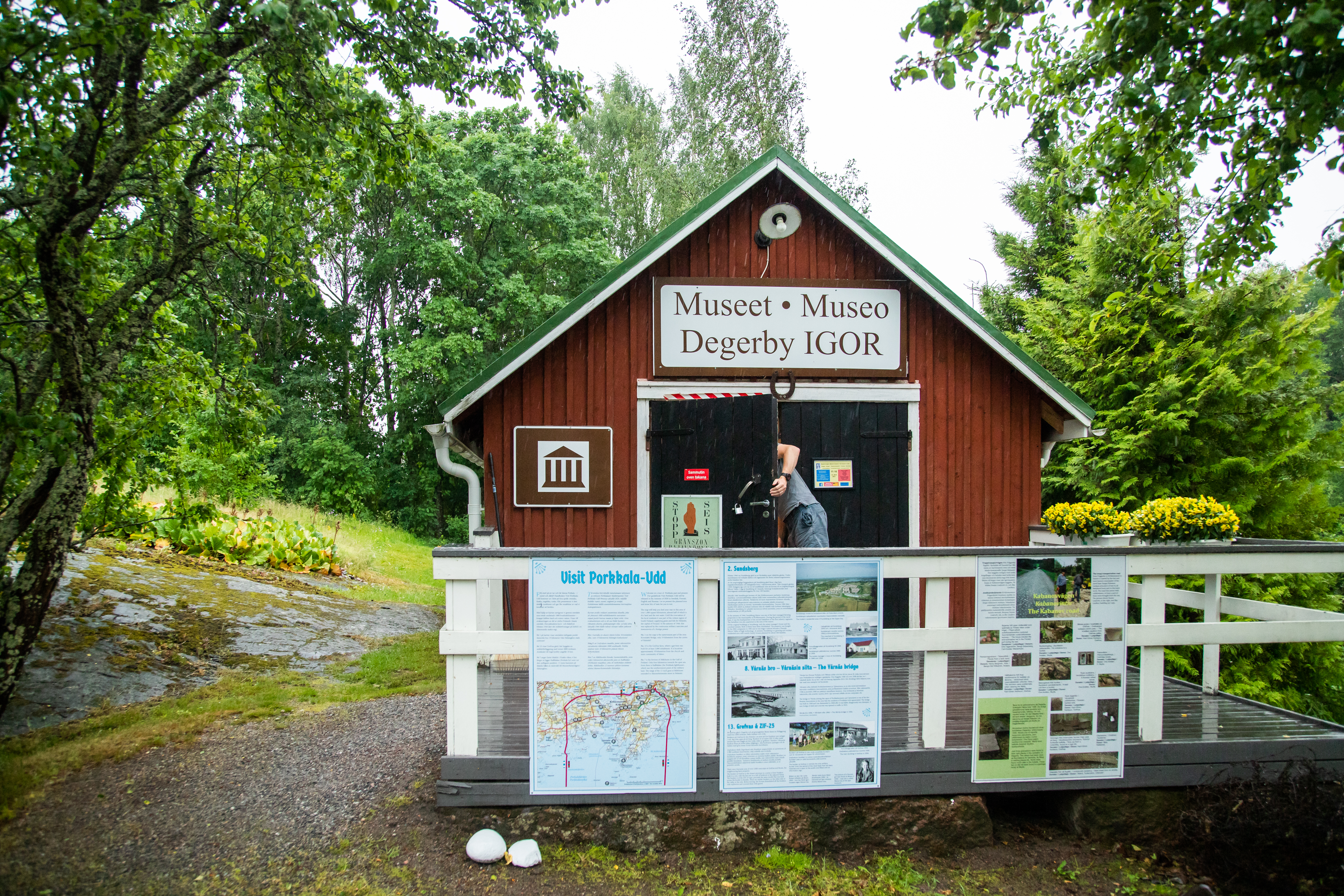
Degerby Igor-museet berättar om Porkalaparentesen 1944–1956.

#### Museer
- Degerby Igor-museet i tätorten Degerby. Museet belyser den efterkrigstid då Porkalaområdet var utarrenderat till Sovjetunionen.
- Fagervik Gård och bruksmuseum är en välbevarad bruksmiljö från 1700 och 1800-talet. Bruksmuseet hör officiellt tillsammans med Snappertunaåns ådal i grannorten Snappertuna till ett av Finlands 27 nationallandskap (nr 4)[73].
- Gammelgården i centrala Ingå kyrkby är ett frilufts hembygdsmuseum med över 20 byggnader samlade från runtom i Ingå.
- Kanonerna vid Torp, är i första hand ett museum med en samling artilleripjäser och i andra hand en samling annan krigsmateriel.
- Malmtorps bondgårdsmuseum i Täkter är ett museum med en samling gamla bondgårdsföremål.
- Rallyförare Marcus Grönholms privata museum över hans karriär innefattar bland annat sju bilar.[74]
- Storö butiksmuseum på Storö består av ett butiksrum i 1950-talsstil och ett lagerrum med bl.a. en butikshistorisk fotoutställning.[75]

#### Kulturvägar
- Museivägen Fagerviksvägen vid Fagervik är en 1,1 km del av förbindelsevägen 1050 mellan Ekenäs och Ingå.[76]
- Kungsvägen med anor från 1300-talet går igenom Ingå.

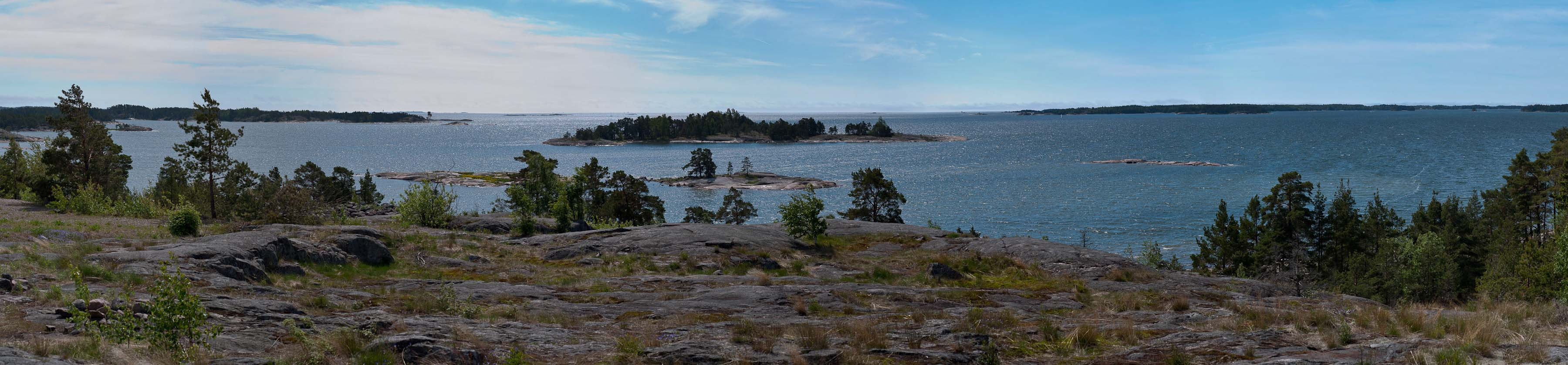
Kopparnäs-Störsvik friluftsområde inom Degerby.

#### Friluftsområden
Nås med bil:
- Kopparnäs består av obebyggd strandlinje med 721 hektar på fastlandet och 67 hektar på holmar.[77]
- Bjurs är 342 hektar friluftsområde och 414 hektar vattenområden ägd av Vanda stad med camping och naturstigar.[78][79]
- Gölisnäs är 14 hektar friluftsområde på fastlandet med bryggor, eldplatser, bastu och inkvarteringsmöjlighet.[80]

Nås med båt:

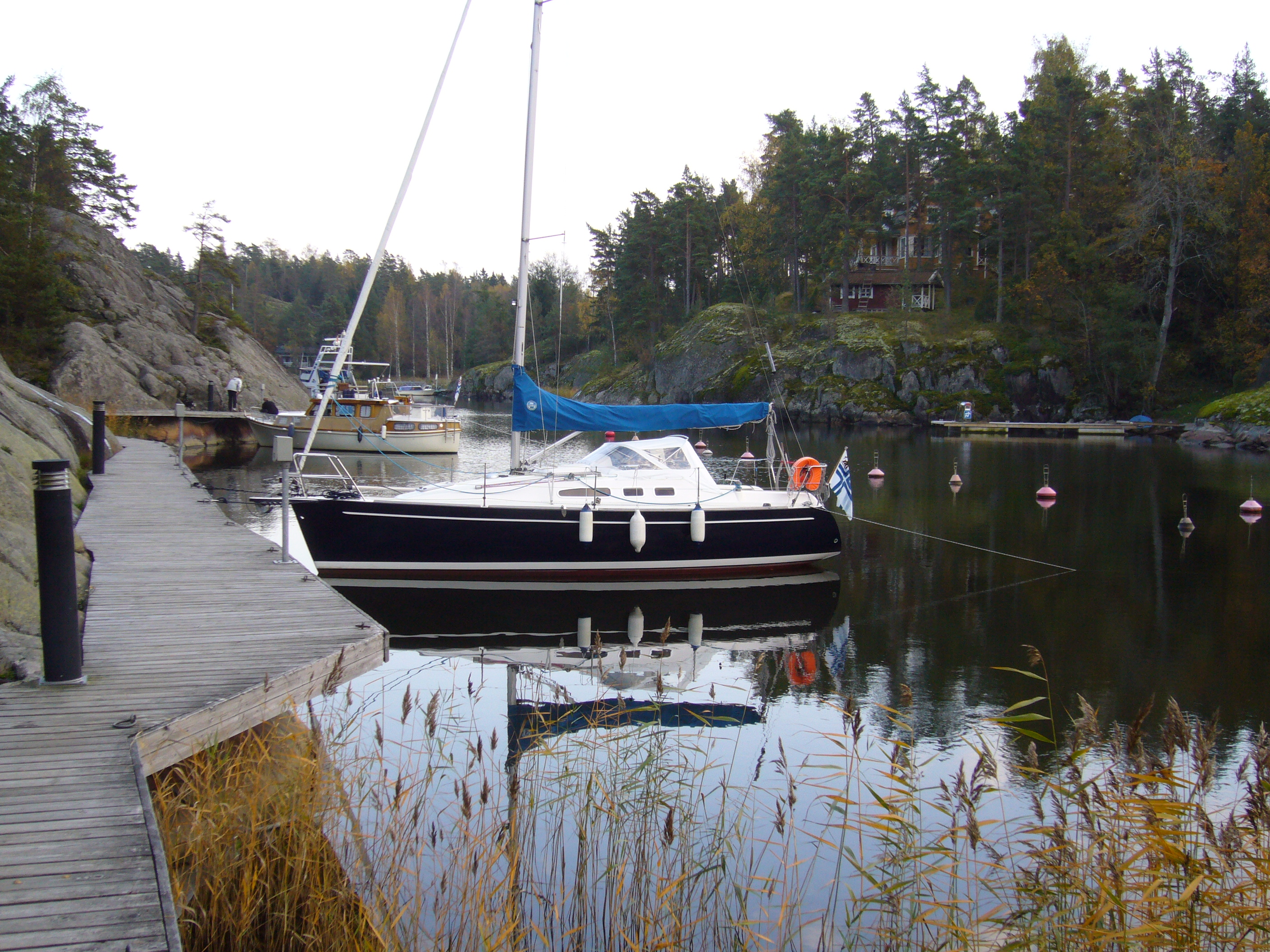
Gästhamn vid Älgsjölandet.

- Böleudden är 3,4 hektar på Östra Langö med brygga, grillplats och torrdass.[78]
- Jakobsberg är 18 hektar på Jakobramsjö utan bekvämligheter.[78]
- Stora Fagerö har 32 hektar friluftsområde med långgrund strand med fin sand, ovanliga strandväxter samt goda bär- och svampskogar.[81]
- Älgsjölandet är 380 hektar friluftsområde ägd av Helsingfors stad med gästhamn, stugor, camping, strandkafé, herrgårdsrestaurang, naturstig och fiske.[78][82]

## Kända personer från Ingå
- Hans-Christian Berg, konstnär[83]
- Henrik Ekberg, redaktör
- Ingvar Danielsson, kemist
- Marcus Grönholm, världskänd rallyförare (bl.a. rallyvärldsmästare).
- Erik August Hagfors, "finska musikundervisningens och körmusikens fader"
- Uno Hildén, politiker, jordbrukare
- Leena Lehtolainen, författare[84]
- Christopher Romberg, sångare
- Robin Sid, fotbollsspelare
- Sven Sid, skådespelare och regissör[85]
- Susanne Sonntag, sångare
- Lilli Sukula-Lindblom, skådespelare
- Joni Turunen, boxning

## Publikationer om Ingå
- Ingå 675 år - Inkoo 675 vuotta, Ingå musei- och hembygdsförening r.f., Ekenäs 2011[48]